# Hoofdwacht (Bad Nieuweschans)

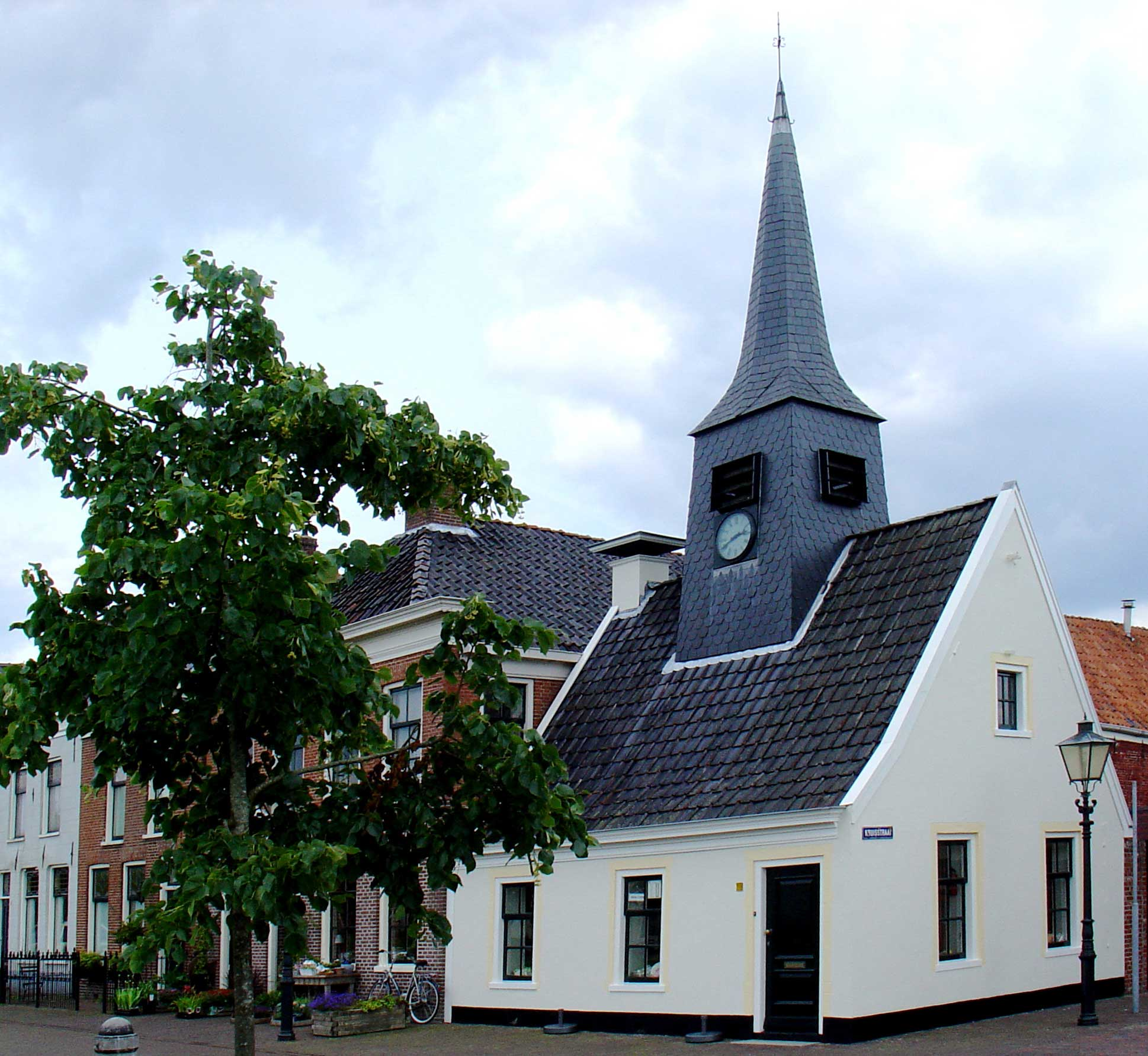
De Hoofdwacht

De Hoofdwacht in Bad Nieuweschans is een monument uit 1631. Het is een gebouw met een zadeldak en een torentje erop. Het was tot in de 19e eeuw in gebruik als hoofdwachtlokaal waarvoor de wacht elk uur ceremonieel werd gewisseld. De eigenaar is de Stichting Vrienden van de Nieuweschans, die ook eigenaar is van het nabijgelegen Vestingmuseum in de Kanonnierstraat. Momenteel is er een thee- en koffieschenkerij gevestigd.